# Emlyon Business School
Emlyon Business School er en europæisk business school med campusser i Paris, Lyon, Casablanca, Saint-Étienne og Shanghai. Skolen, der blev grundlagt i 1872, en af de ældste business school i verden. Emlyon blev placeret på en 14. plads blandt de europæiske business schools i 2014 af Financial Times. I 2015 blev EM Lyon Master in Management-program placeret på en 30. plads på verdensplan af Financial Times. Emlyon har ligeledes fået en 68. plads på verdensplan for dens Executive MBA. Skolens MEB - Master in European Business-program minder om en fuldtids-MBA, men med en tværkulturel tilgang. EM Lyon har ligeledes et PhD-program såvel som adskillige Master-programmer inden for specifikke managementområder, såsom marketing, finans eller iværksætteri. 
EM Lyon programmer har de tre internationale akkrediteringer AMBA, EQUIS og AACSB. Skolen har over 26.000 alumner inden for handel og politik, herunder Jean-Pascal Tricoire (CEO Schneider Electric), Stéphane Bern (Fransk journalist) og Gwendal Peizerat (tidligere kunstneriske is skater).